# Mar de cumbres
La expresión mar de cumbres ha sido frecuentemente usada por los geógrafos para referirse a la imagen que se percibe en el horizonte al contemplar determinados tipos de paisaje en los que se presenta el fenómeno de la isoaltitud, es decir que la mayoría de las cumbres tienen la misma altitud por su parecido con un mar embravecido. Se ha usado por ejemplo en los relieves de tipo plegado también llamado apalachense como el de los Montes de Toledo y los Montes de Ciudad Real.
- Datos: Q5995190